# Feira Internacional do Livro de Havana
Feira Internacional do Livro de Havana (em espanhol: Feria Internacional del Libro de La Habana) é um festival literário que ocorre em Havana, capital de Cuba.

## História
Fundado no ano de 1998, sob governo de Fidel Castro, a Feira internacional do livro de Havana é considerado a principal feira literária de Cuba. Realizada na cidade de Havana, a capital do país, incialmente, a feira era idealizada de maneira bianual e desde 2000, passou a ser a realizado de maneira anual.
O evento tem como sede permanente a Fortaleza de San Carlos de La Cabaña, local considerado Património Mundial pela Organização das Nações Unidas para a Educação, a Ciência e a Cultura (UNESCO) e anualmente a feira convida um país para ser homenageado durante a feira.
A feira é composta por uma programação teórico-literária onde se realizam colóquios, homenagens, painéis, mesas redondas, conferências, leituras, prémios e apresentações de livros, além de exposição artísticas que envolvem música e teatro. Além do espaço de trocas intelectuais e formação de leitura, há um espaço destinado para o comércio de livros, com a presença de editoras cubanas e de estrangeiras.
No ano de 2005, o Brasil foi o convidado de honra da feira pela primeira vez. A presença do Brasil na feira foi confirmado pelo embaixador do país em Cuba, Tilden Santiago. Na ocasião, oitenta e cinco editoras brasileiras participaram do evento e nomes do primeiro governo do presidente Lula, como o ministro da casa-civil, José Dirceu (PT), e os titulares das pastas de educação, Tarso Genro (PT), integração nacional, Ciro Gomes (PSB) e o da cultura, Gilberto Gil (PV), participaram do evento representando o governo brasileiro.
Por conta da Pandemia de COVID-19 em Cuba, a dição de 2021 foi cancelada. No ano seguinte, ainda pelos efeitos pandêmicos, a feira foi adiada para abril, tendo o México, como convidado de honra.
Em 2024, no terceiro governo do presidente Lula, o Brasil foi novamente convidado a participar da feira cubana de livros. O convite foi aceito pelo Brasil por meio do embaixador em Cuba, Christian Vargas. O Brasil garantiu que seis mil livros nacionais chegassem ao país para a feira. A ministra da cultura Margareth Menezes liderou comitiva que representou o governo brasileiro em comitiva com Marco Lucchesi, presidente da Biblioteca Nacional do Brasil e com diversos escritores como, Patricia Melo, Eliana Alves Cruz, Ailton Krenak, Emicida, Cidinha da Silva, Frei Betto, Elisa Lucinda, Jeferson Tenório, Conceição Evaristo, Socorro Acioly, Márcia Kambeba, Graça Graúna, Otávio Júnior e Jarid Arraes.

## Convidados de honra
A lista abaixo representa os países que foram convidados de honra pela feira ano a ano:
| Ano  | País convidado    | Ref.   |
| ---- | ----------------- | ------ |
| 1998 | México            | [ 24 ] |
| 2000 | Itália            | [ 24 ] |
| 2001 | Espanha           | [ 24 ] |
| 2002 | França            | [ 24 ] |
| 2003 | Comunidade Andina | [ 24 ] |
| 2004 | Alemanha          | [ 24 ] |
| 2005 | Brasil            | [ 24 ] |
| 2006 | Venezuela         | [ 24 ] |
| 2007 | Argentina         | [ 24 ] |
| 2008 | Galiza            | [ 24 ] |
| 2009 | Chile             | [ 24 ] |
| 2010 | Rússia            | [ 24 ] |
| 2011 | ALBA-TCP          | [ 24 ] |
| 2012 | Caribe            | [ 24 ] |
| 2013 | Angola            | [ 24 ] |
| 2014 | Equador           | [ 24 ] |
| 2015 | Índia             | [ 24 ] |
| 2016 | Uruguai           | [ 24 ] |
| 2017 | Canadá            | [ 24 ] |
| 2018 | China             | [ 24 ] |
| 2019 | Argélia           | [ 24 ] |
| 2020 | Vietname          | [ 24 ] |
| 2022 | México            | [ 24 ] |
| 2023 | Colômbia          | [ 24 ] |
| 2024 | Brasil            | [ 24 ] |